# 1981年日本

## 政府
- 天皇：裕仁
- 內閣總理大臣：鈴木善幸

## 大事記
- 1月15日：從1980年12月開始至今年的昭和五十六年年初大雪（日语：五六豪雪）在這一天雪勢甚大，降雪持續到這一年的3月。
- 8月5日：男鹿胁本事件。
- 8月22日：台湾遠東航空103號班機發生（遠東航空103便墜落事故）。日本作家向田邦子死亡。
- 9月12日：日本AV元年白日夢 (谷崎潤一郎)（日语：白日夢_(谷崎潤一郎)#1981年版）電影上映，女優愛染恭子主演。
- 10月1日 - 日本内閣府公告「常用漢字表」確定日本常用漢字。

## 天災
昭和56年年初大雪

## 出生
- 3月12日——齋藤千和，配音員。

## 逝世
- 9月20日——石井光次郎，政治人物。
- 8月22日——向田邦子，作家。